# Capulana

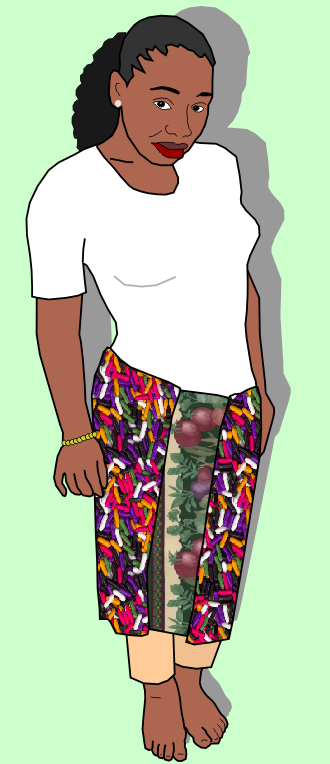
Desenho representando uma mulher com saia de capulana

Capulana (origem tsonga) é o nome que se dá, em Moçambique, a um pano que, tradicionalmente, é usado pelas mulheres para cingir o corpo, e por vezes a cabeça, fazendo também  de saia, podendo ainda cobrir o tronco, o seu uso também vai muito além da moda: o tecido é usado pelas mulheres para carregar os seus filhos nas costas, para carregar trouxas, para inúmeras funções, como toalha, cortina, pano de mesa, etc.
Mais que um pedaço de tecido colorido é carregado de história, que gera encanto e curiosidade por onde passa, surgiu no continente asiático e, por meio das trocas comerciais, chegou a Moçambique. Os anais da história indicam que a capulana chegou em África pela primeira vez nos Séculos IX a X, no âmbito das trocas comerciais entres árabes persas e povos que viviam ao longo do litoral. Ela surgiu inicialmente como moeda de troca entre os povos e apenas os monarcas a usavam, como símbolo de representação de poder. Dessa forma, a capulana não emerge como uma questão de pura moda, pelo contrário: surge como um instrumento de legitimação do poder.
Utilizada largamente em todo o país, é vendida por ambulantes, embora haja lojas especializadas na venda destes panos. A riqueza e variedade de cores e motivos constitui-se numa característica da riqueza cultural do país.

## Capulana nos média
Imortalizada na literatura de Marcelo Panguana ("As Vozes que Falam de Verdade", pág. 30), a 3 de Junho de 2006 tornou-se ela própria objeto de um livro intitulado "À Volta de Capulana", lançado no Instituto Camões, ocasião em que o fotógrafo Sérgio Santimano expôs suas imagens deste adereço colorido e diversificado.
Foi objeto de matéria do programa televisivo brasileiro Fantástico, onde a actriz Regina Casé utilizou-se duma capulana para conhecer as periferias da capital moçambicana, exibido em 3 de Setembro de 2006.